# Nils von Dardel
Pour les articles homonymes, voir Dardel.

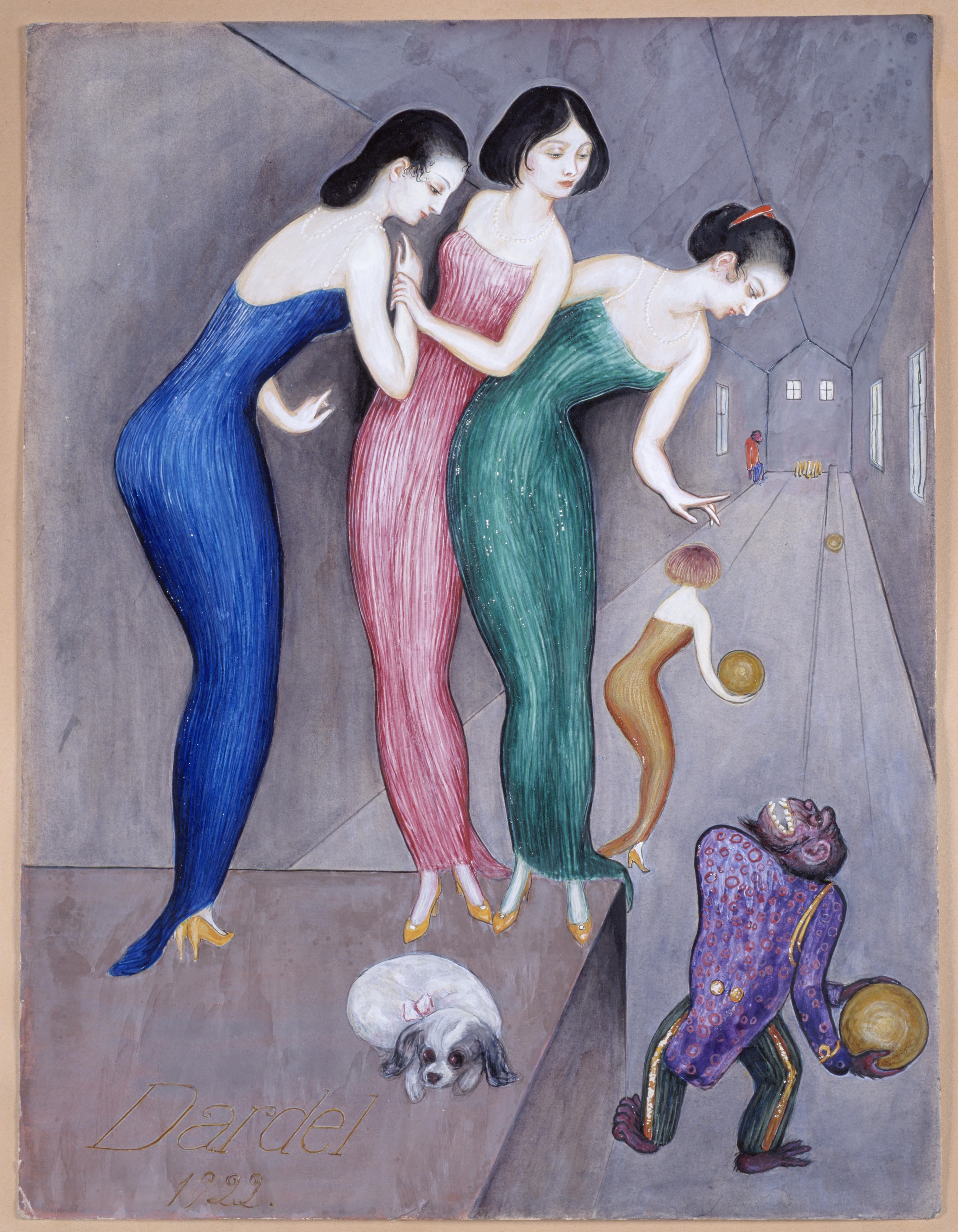
Dreams and Fantasies no.1 par Nils von Dardel en 1922.

Nils von Dardel, né le 25 octobre 1888 à Bettna en Suède et mort le 25 mai 1943 à New York, est un peintre suédois. Il est le petit-fils du peintre Fritz von Dardel (1817-1901).

## Biographie

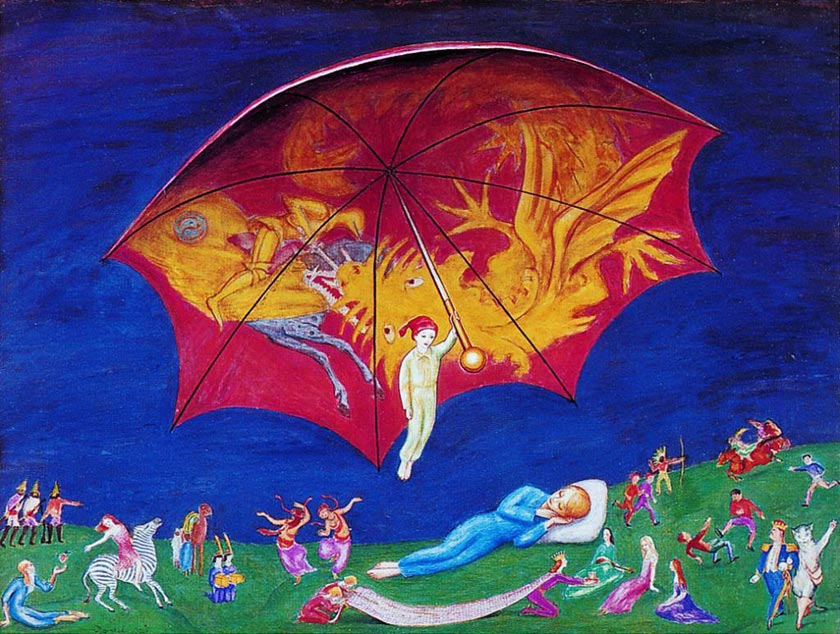
John Blund (1927), exposé à la bibliothèque publique de Stockholm.

Dardel naît à Bettna (Södermanland) en 1888. Il étudie à l'académie royale des arts de Suède à Stockholm entre 1908 et 1910. Ses toiles les plus connues sont Den döende dandyn, Crime Passionnel, Svarta Diana et John blund.

### Famille
Nils von Dardel est issu d'une famille de l'aristocratie suédoise ; il est le fils du propriétaire terrien Fritz August von Dardel et de son épouse, née Sofia Matilda Norlin. Son grand-père, Fritz von Dardel, était un peintre réputé, aide-de-camp du défunt roi Charles XV de Suède et membre de l'académie royale des arts de Suède, où Nils von Dardel étudiera, et dont il devient membre en 1934.
Il se fiance en 1919 à Nita Wallenberg, mais le père de celle-ci, haut diplomate, refuse et le mariage n'a pas lieu. Il épouse en 1921 Thora Dardel (1899–1995 – née Klinckowström), femme de lettres, dont il a une fille Ingrid von Dardel (1922–1962) qui devient peintre comme son père. ils divorcent en 1932.
Dans les années 1930 Nils von Dardel rencontre Edita Toll (1902–1988), femme de lettres, dont il partage la vie jusqu'à la fin de ses jours.

### Paris

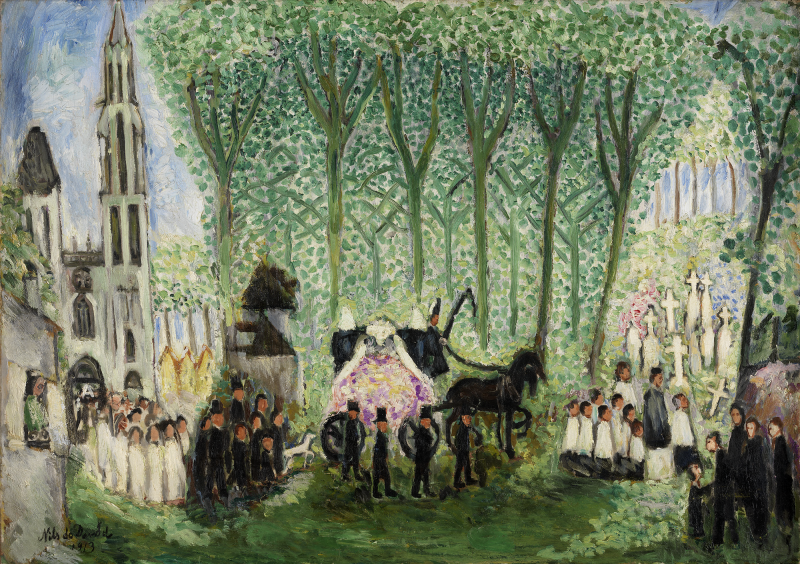
Begravning i Senlis (Enterrement à Senlis, 1913).

Après avoir étudié en Suède, il se rend à Paris, comme nombre de ses contemporains aisés ou d'artistes, vers 1910 (de même que Leander Engström, Isaac Grünewald, Einar Jolin, ou encore Sigrid Hjertén qui tous devinrent élèves de Matisse). Dardel s'inspire d'abord des Fauves avec leur palette pure, de certains post-impressionnistes, et aussi des estampes japonaises. Dardel fait aussi une brève incursion du côté du cubisme, peignant quelques gratte-ciels dans ce style.

#### Style
Dardel explore le pointillisme, avec des couleurs fortes et des motifs clairs. Begravning i Senlis (L'Enterrement à Senlis) qui date de 1913 est typique de son style d'alors. Le portrait du galeriste allemand Alfred Flechtheim est également représentatif de cette époque.

#### Ballets Suédois

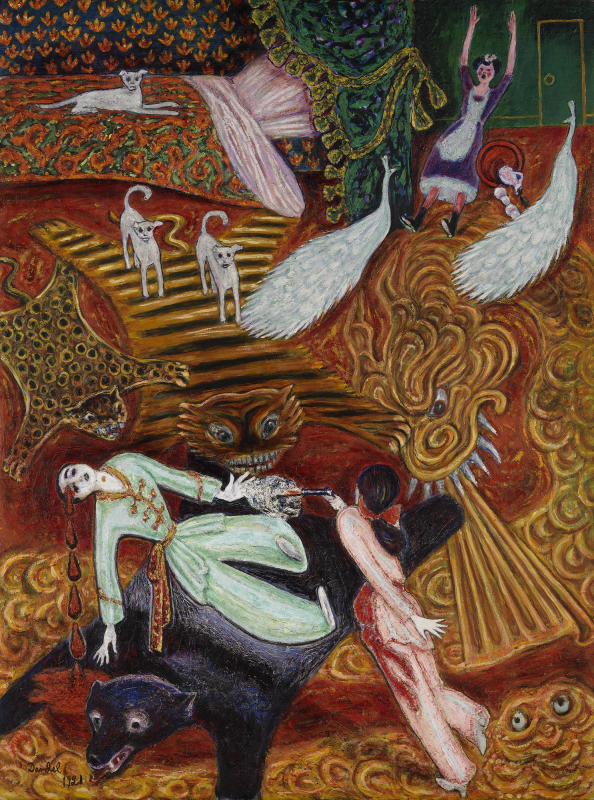
Crime passionnel – Toile de l'époque des Ballets Suédois, qui s'inspire de la vie sentimentale compliquée de l'artiste.

Après avoir habité trois ans à Paris, Dardel et Rolf de Maré tissent des liens d'amitié. Maré fonde plus tard les Ballets Suédois qui rencontrent un grand succès à Paris entre 1920 et 1925. Maré devient une sorte de mécène pour Dardel et ce dernier lui donne de l'inspiration pour ses ballets. Au début des années 1920, Dardel travaille beaucoup sur des compositions inspirés de drames ou de films et crée des décors de pièces de théâtre ou de films, comme Midsummer Wake (musique de Hugo Alfvén), et Maison de Fous (ballet avec des compositions de Viking Dahl). Crime passionnel de 1921 est un exemple typique des toiles de Dardel pendant cette période.

### Voyages

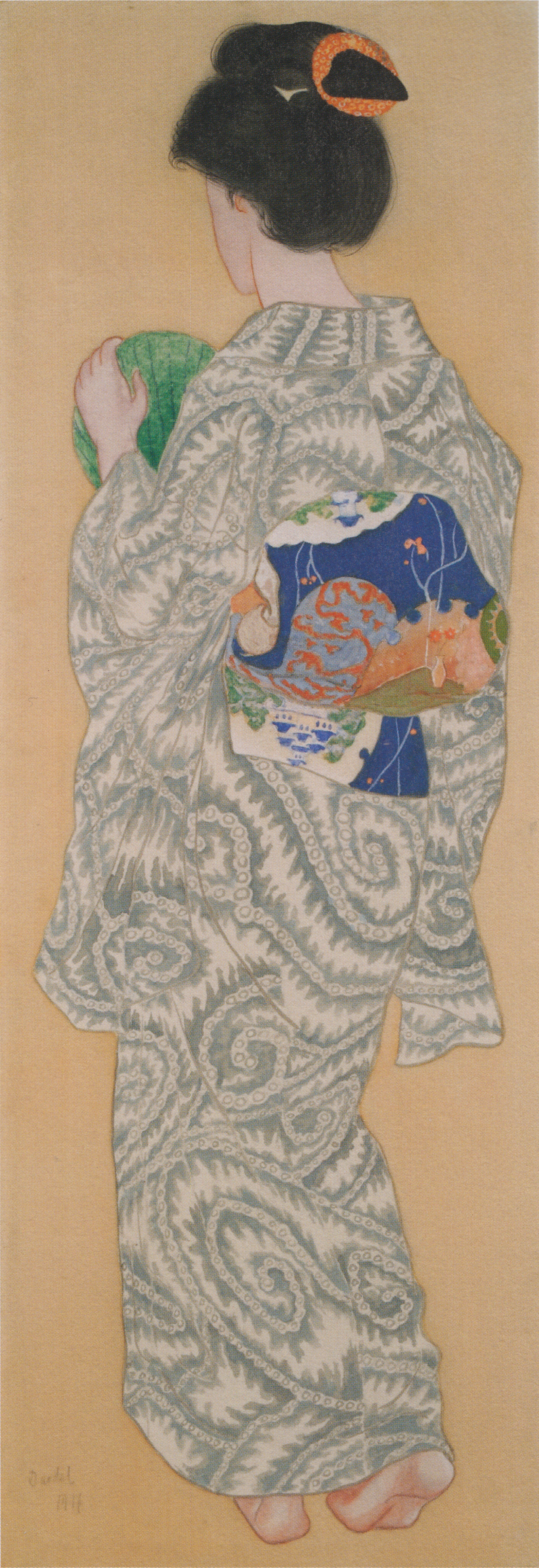
Japanska (med rygg mot betraktaren) – Femme japonaise (dos tourné au spectateur), d'après le voyage qu'il fit en 1917.

Nils von Dardel a voyagé toute sa vie en s'inspirant des motifs locaux et de l'art des pays traversés.

### Dernières années
Dardel voyageait et vivait une vie nomade sans vraiment s'installer quelque part. Un grand nombre de ses portraits et de ses paysages reflètent ses déplacements. Il était aussi sujet à des crises d'autodépréciation.
Il n'était pas particulièrement apprécié dans son pays de son vivant. Il faut attendre les années 1950, après que le Liljevalchs konsthall organise une rétrospective, pour  que le public s'intéresse à son œuvre et à sa vie.